# Комплекс Електри
Комплекс Електри (нім. Elektrakomplex) — термін аналітичної психології Карла Густава Юнга на позначення надмірно сильної любові дочки до батька з одночасним ворожим ставленням до матері. За Юнгом, цей комплекс є жіночою протилежністю до Едипового комплексу. Термін уперше був використаний Юнгом у 1913 році в його праці «Спроба опису аналітичної психології» (нім. Versuch einer Darstellung der Analytischen Theorie).

## Назва
Назва комплексу походить від імені персонажу давньогрецьких міфів Електри, яка допомагає своєму братові Оресту здійснити криваву помсту над убивцями батька — Егістом та Клітемнестрою.

## Теорія
Теоретичним підґрунтям цього терміна є припущення Зигмунда Фрейда щодо існування у дівчат так званої заздрості до пеніса. Фрейд відходив від первинної прив'язаності матері і дочки. Заздрість до пеніса, на його думку, позначає певний розрив у цих стосунках, оскільки дочка підсвідомо закидає матері, що та, мовляв, народила її з вадою. Дочка відвертається від матері й прихиляється до батька.

## Заперечення Фрейда
У своїй статті «Про жіночу сексуальність» (1931) Фрейд відкидає уявлення Юнга про комплекс Електри. Відносини обох статей до своїх батьків, за Фрейдом, не є симетричними, як то припускає Юнг, вони радше асиметричні. Фрейд вважав, що лише у хлопчиків проявляється одночасна любов до матері у поєднанні з конкуренційною неприязню, ба навіть ненавистю до батька.
За Фрейдом, першою відмінністю розвитку чоловіків і жінок полягає в тому, що сексуальний розвиток дівчат може відбуватися у різний спосіб. Любов до батька, як протилежність Едипового комплексу, є лише одним з трьох можливих розвитків. Другий варіант — це загальне відкидання сексуальності, а третій — підкреслення чоловічих рис, так званий комплекс чоловічості.
Окрім того, Фрейд вважав, що жіноча форма Едипового комплексу відрізняється від чоловічої іншою функцією кастраційного комплексу. Едипів комплекс у хлопчиків руйнується через кастраційний комплекс. Натомість у дівчат відповідний до Едипового комплекс виникає саме під дією кастраційного комплексу.